# Manuel Chaves Nogales
 (août 2009).
Si vous disposez d'ouvrages ou d'articles de référence ou si vous connaissez des sites web de qualité traitant du thème abordé ici, merci de compléter l'article en donnant les références utiles à sa vérifiabilité et en les liant à la section « Notes et références ».
Manuel Chaves Nogales est un journaliste et écrivain espagnol né en 1897 à Séville et décédé en 1944 à Londres. 

## Biographie
Manuel Chaves Nogales fut journaliste très jeune, d'abord à Séville puis à Madrid. Il écrivit pour de nombreux journaux et dirigea le quotidien Ahora, proche du président Manuel Azaña, entre 1931 et 1936. 
Pendant la guerre d'Espagne, il fut un républicain militant et continua de travailler à Madrid dans le journalisme jusqu'au départ du gouvernement républicain pour Valence. Fin 1936, il s'exila en France, où il rédigea ses mémoires des premiers mois de la guerre civile (A sangre y fuego, 1937), puis La agonía de Francia, une réflexion sur la débâcle française de 1940 qui peut être rapprochée de celle proposée par l'historien français Marc Bloch dans L'étrange défaite. Fiché par la Gestapo, Chaves Nogales se réfugia à Londres, où il décéda en mai 1944, à 46 ans.

## Œuvres principales
Un de ses livres les plus célèbres est une biographie du matador Juan Belmonte,  Juan Belmonte, matador de toros (1935), réédité en 2009. Le livre est autant une biographie qu'un ouvrage sur la tauromachie et la ville de Séville. 
Il a aussi publié des livres-reportages, notamment sur l'Union soviétique (La vuelta a Europa en avión. Un pequeño burgués en la Rusia roja, 1929; La bolchevique enamorada. El amor en la Rusia roja, 1929; Lo que ha quedado del Imperio de los Zares, 1931), et un roman resté célèbre, El maestro Juan Martínez que estaba allí (Estampa, 1934).
Son livre le plus important reste cependant A sangre y a fuego. Héroes, bestias y mártires de España, publié au Chili en 1937 et réédité en 2001, qui porte sur la guerre civile espagnole et ses atrocités. Il a été traduit en français en 2011.

## Œuvres traduites en français
- Juan Belmonte, matador de taureaux, [« Juan Belmonte matador de toros »], trad. d’Antoine Martin, Lagrasse, France, Éditions Verdier, 1990, 273 p.  (ISBN 2-86432-106-8)
- Le double jeu de Juan Martínez, [« El maestro Juan Martínez que estaba allí »], trad. de Catherine Vasseur, Paris, La Table Ronde, coll. « Quai Voltaire », 2010, 310 p.  (ISBN 978-2-7103-3146-9)
- À feu et à sang : héros, brutes et martyrs d'Espagne, [« A sangre y fuego. Héroes, bestias y mártires de España »], trad. de Catherine Vasseur, Paris, La Table Ronde, coll. « Quai Voltaire », 2011, 265 p.  (ISBN 978-2-7103-6714-7)
- Histoires prodigieuses et biographies exemplaires de quelques modestes et anonymes et biographies exemplaires de quelques modestes et anonymes, [« Narraciones Maravillosas y biografías ejemplares de algunos grandes hombres humildes y desconocidos »], trad. de Catherine Vasseur, Paris, La Table Ronde, coll. « Quai Voltaire », 2012, 224 p.  (ISBN 978-2-7103-6813-7)
- L’Agonie de la France, trad. de Catherine Vasseur, Paris, La Table Ronde, coll. « Quai Voltaire », 2014, 224 p.  (ISBN 978-2-7103-6852-6)
- Chroniques de la guerre civile, trad. de Catherine Vasseur, Paris, La Table Ronde, coll. "Quai Voltaire", 247 p.,  (ISBN 978-2-7103-7043-7)
- Défense de Madrid, trad. de Catherine Vasseur, Paris, La Table Ronde, coll. "Quai Voltaire", 173 p.,  (ISBN 978-2-7103-7044-4)
- La Bolchevique amoureuse et autres récits, trad. de Catherine Vasseur, Paris, La Table Ronde, coll. "Quai Voltaire", 2017, 160 p.  (ISBN 978-2-7103-7768-9)

Œuvres en français traduites en espagnol
En Espagne, les articles de Chaves Nogales publiés en français ont été traduit en 2011 (La España de Franco) et 2020 (Obras completas) par Yolanda Morató.